# Entdeckung der Staßfurter Kalisalzlagerstätte
Dieser Artikel behandelt die Kalischächte in Staßfurt im Salzlandkreis in Sachsen-Anhalt.

## Vorbemerkungen
In diesem Artikel werden die Schächte „v. d. Heydt“ und „v. Manteuffel“ beschrieben. Sie gelten als die ersten Kalischächte der Welt. Der später abgeteufte und mit dem Grubenfeld dieser ersten beiden Kalischächte verbundene Achenbachschacht wird im Rahmen des Artikels Salzgewinnung am Staßfurter Sattel beschrieben.
Der „Erfolgsgeschichte“ der Kalisalzgewinnung am Staßfurt-Egelner-Rogensteinsattel geht die Salzgewinnung in Salinen im Staßfurter Raum – belegt seit Anfang des 9. Jahrhunderts – voraus.

## Die Erkundungsarbeiten auf dem Salinehof
Bekanntlich befand sich die Saline Staßfurt seit dem Jahre 1797 in preußischem Besitz. In dem Bemühen der Salinenverwaltung, ein aufwendiges Gradieren der nur etwa 17-prozentigen natürlichen Sole zu vermeiden, sowie in der festen, gutachterlich gestützten Überzeugung, dass auch hier, wie bereits zuvor bei Jagstfeld, wo durch eine Tiefbohrung ein großes Steinsalzlager nachgewiesen worden war, Steinsalz im Untergrund lagern würde, schritt man zum Abteufen einer Tiefbohrung unmittelbar auf dem Kokturhof der Saline.
Am 23. April 1839 wurde auf der Sohle eines 62 Fuß (etwa 19,5 m) tiefen Bohrschachtes eine Bohrung angesetzt.

„[…] Die Bohrung schritt bei den unvollkommenen Mitteln der damaligen Bohrtechnik nur sehr langsam fort. Der Gehalt der Soole war mit dem Fortschritt der Teufe bis 244 m allmälig auf 21,9 pCt. NaCl gestiegen; alsdann zeigte sie plötzlich, ohne daß sonstige Veränderungen beim Bohren wahrzunehmen gewesen wären, ein spez. Gew. von 1,205, das einer gesättigten Kochsalzlösung entsprach. Bei 249,5 m fanden sich im Bohrschmande die ersten Steinsalzspuren; von 259 m bis 581 m bohrte man im Steinsalz.“

Nach insgesamt 12 Jahren wurden die Bohrarbeiten am 31. Mai 1851 bei einer Endteufe von 581 m eingestellt. Zur allgemeinen Enttäuschung enthielt die gewonnene Sole „Bittersalze“ und war so für den Siedebetrieb ungeeignet. Die chemische Untersuchung einer Tiefenprobe ergab folgende Zusammensetzung:
4,01 % schwefelsaure Magnesia (Magnesiumsulfat, MgSO4), 19,43 % Chlormagnesium, 2,24 % Chlorkalium, 5,61 % Chlornatrium und 68,71 % Wasser bei einer Dichte der Sole von 1,3 g/ml.
Überlegungen, den Bereich der durchbohrten Bittersalzschichten abzudämmen, um danach nur im reinen Steinsalz zu solen, mussten aufgrund des geringen Bohrlochdurchmessers verworfen werden.

„[…] Das in einer Conferenz vom 20. und 21. November 1851 endgiltig gemäß der Denkschrift des Geheimen Bergraths v. Carnall beschlossene Abteufunternehmen wurde unter die Oberleitung des Bergamtes zu Halberstadt, insbesondere dessen Directors Küper, gestellt, dem der Berggeschworne Oemler und der Bauinspektor Redtel zur spezieellen Leitung überwiesen wurden. Die Salinenverwaltung hatte hingegen die Kassen- und Rechnungsangelegenheiten zu besorgen. Es wurde beschlossen, sogleich mit zwei Schächten niederzugehen, von denen der eine, welcher als Kunstschacht zu dienen hätte, dem anderen, stets um einiges vorausgetrieben werden sollte, damit die erschrotenen Wasser dem ersteren zugeführt werden konnten. Hierzu wurde eine öftere querschlägige Verbindung der beiden Schächte vorgesehen, die durch vier Querschläge bei 40 m, 123 m, 182 m und 257 m den Wasseraufschlüssen entsprechend angelegt wurden.“

## Das Abteufen der Schächte

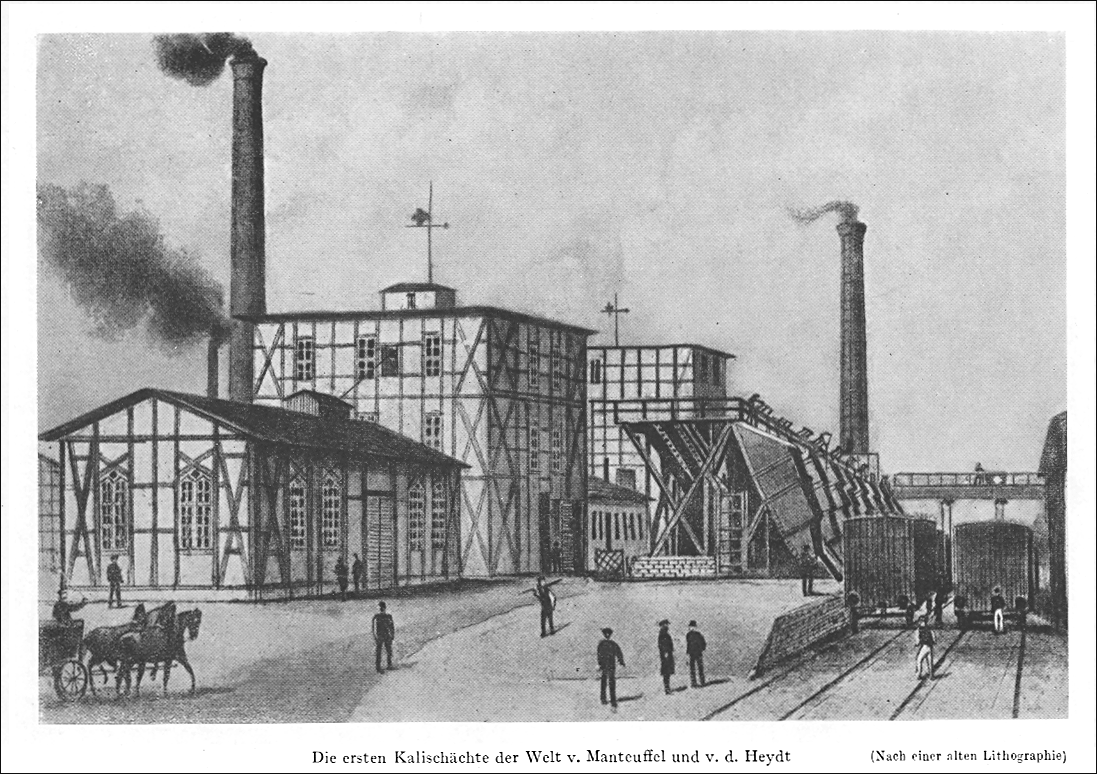
Die ersten Kalischächte der Welt von Manteuffel und von der Heydt.

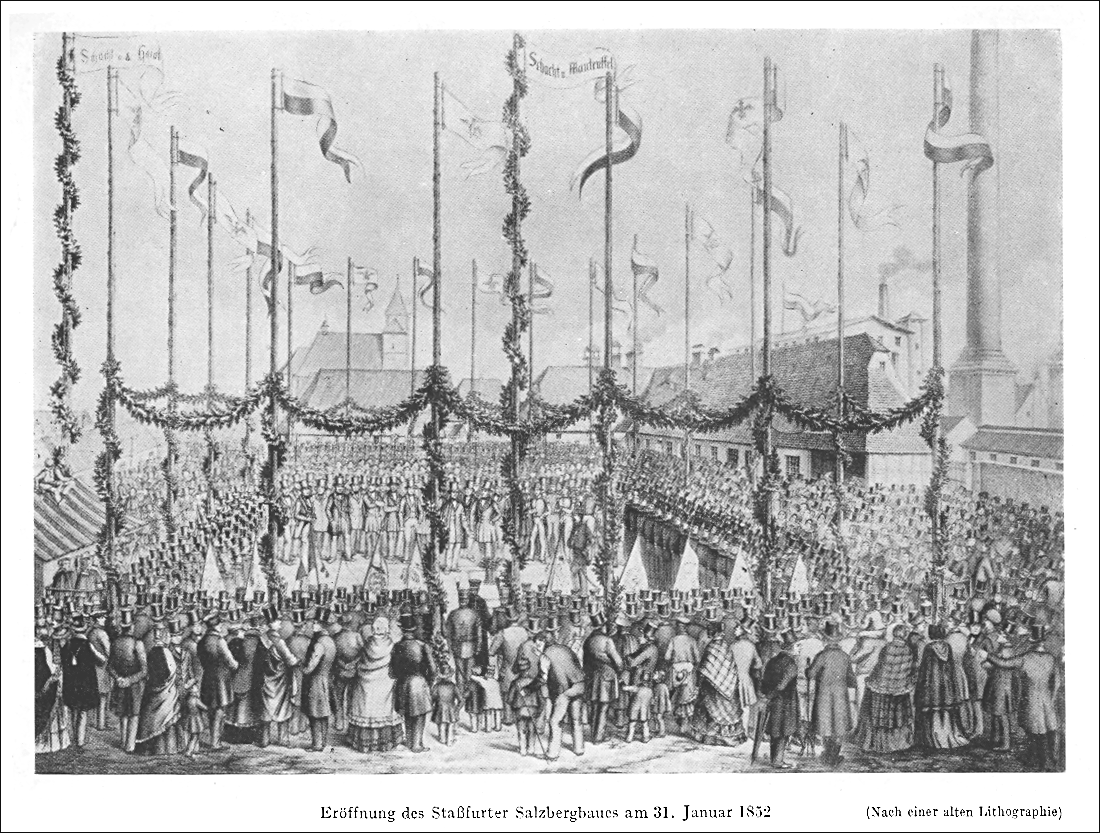
Eröffnung des Staßfurter Salzbergbaues am 31. Januar 1852 (Nach einer alten Lithographie).

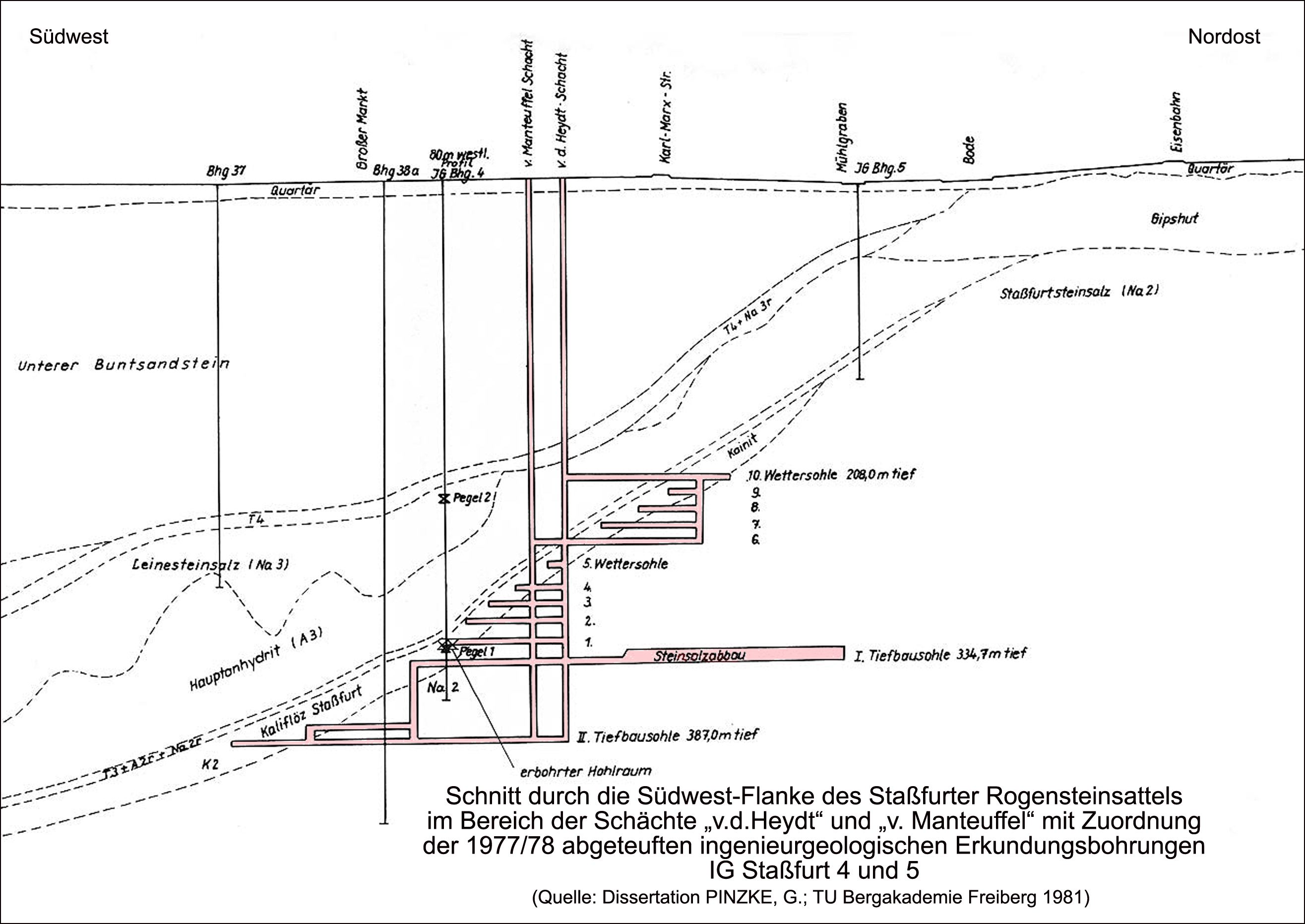
Schichtenfolge / Seigerrißliche Darstellung.

Das eigentliche Schachtabteufen des v. d. Heydt-Schachtes begann mangels geeigneter Mannschaften erst am 15. Dezember 1851; Schacht v. Manteuffel wurde am 9. Februar 1852 begonnen.

„[…] St. Barbara ist einmal unsere Schutzpatronin, und obwohl ich unter den mir angezeigten Umständen von Ihnen zum 4. d. M. [= 4. des Monats] eine Nachricht nicht erhalten konnte, so habe ich doch, bei Gelegenheit einer kleinen Feier, unseren Herrn Minister gebeten, dem ersten Schacht zu Staßfurt seinen Namen zu leihen, und wir haben dem Schacht am 4. d. M. ein Glückauf gebracht, wonach er als an diesem Tage angefangen angesehen und mit dem Namen „Von der Heydt“ benannt werden muß.“

Der v. d. Heydt-Schacht wurde viereckig (lichte Weite 11⅔ Fuß lang und 8 Fuß; ergo ca. 3,7 m × 2,5 m), der v. Manteuffel-Schacht in runder Querschnittsform (lichte Weite 8 Fuß und 8 Zoll; ergo ca. 2,70 m Durchmesser) angehauen.
Zunächst durchteufte der v. d. Heydtschacht:

„[…] 4 Lachter 28 Zoll [= rd. 9,10 m ] aufgeschüttetes Gebirge und Diluvialkies [Diluvialkiese sind pleistozäne Sande/Kiese aus eiszeitlichen (Diluvium) Ablagerungen], von da ab aber die verschiedenen Schichten der bunten Sandsteingruppe, unter denen ein rother, mehr oder weniger fester Schieferletten vorherrscht, mit einzelnen sandigen Lagen, auch Bänken von feinkörnigem Sandstein, sowie von Roggenstein oder von sehr festem Grauen Kalkstein (Hornstein). An diesen Einlagerungen liess sich, obwohl auch nicht immer deutlich, die Schichtung des Gebirges abnehmen, während in dem Schieferletten [= Schieferton ] meistens nur eine unregelmässige Bankabtheilung zu bemerken ist, welche überdies durch die bunten (grünen, gelben und grauen) Streifungen verdunkelt wird. Nach der Lage jener Zwischenschichten schwankte das Einfallen zwischen 33 und 42 Grad, mit westlicher Richtung.“

Da vorgesehen war, den Schachtkopf auszumauern, wurde dieser zunächst nur verschalt. Ab 8 Lachter (= rund 16,7 m) Teufe wurde starke Bolzenschrotzimmerung verwandt. Die Zuflüsse an Wässern waren anfangs gering und wurden mit den Förderkübeln gehoben. Später, als diese auf Größenordnungen von circa 4,2 Kubikfuß pro Minute (= rund 130 l/min) anstiegen, wurde eine

„[…] kleine transportable Dampfmaschine in den Schacht gebracht, mit den Pumpengestängen verbunden und dadurch die Sümpfung mit Leichtigkeit bewirkt.“

Die natürliche Bewetterung der Schachtsohle reichte bis etwa 40 m Teufe. Danach wurden die Zufuhr frischer Wetter über Wetterlutten erforderlich.

„[…] Am 22. April 1854 kam alsdann die von F. A. Egells in Berlin gebaute einfache und direct wirkende oberirdische Wasserhaltungsmaschine von 200 PS. in Betrieb, die seitdem die Wasserhaltung für das gesammte alte Staßfurter Werk von der Abbausohle aus bewirkt hat, bis sie nach 46jährigem Betriebe, nachdem das Ersaufen des Werks unvermeidlich geworden war, im Herbst 1900 abgebrochen worden ist.“

In 255,8 m Teufe erreichte man die ersten Steinsalzlagen unter dem zuvor durchteuften Salzton. Dieser war von „meist roten Bittersalzen“ [= nichts anderes als das später nach dem Herrn von Carnall benannte Carnallit] von Hand ausgeklaubt. Das Durchteufen dieser Schicht dauerte das ganze 1. Quartal des Jahres 1856 an, bis endlich „wasserhelles reines Steinsalz“ erreicht wurde.
Das Abteufen des v. Manteuffel-Schachtes – als künftiger „Dampfgöpelschacht“ – musste im August 1852 vorerst eingestellt werden, weil die aus dem Tiefbohrloch, auf dem der Schacht ja angesetzt war, austretenden salzigen Wässer eine zu große Schüttung aufwiesen. In 40,8 m Teufe trieb man den ersten Querschlag vom v. d. Heydt-Schacht aus zum v. Manteuffel-Schacht, um von hier aus die Zuflüsse aus dem Vorbohrloch zu beherrschen. Nach recht aufwendigen Wasserhebungsarbeiten erreichte der Schacht schließlich Mitte Februar 1857 ebenso die vorläufige Endteufe von 334 m und wurde mittels Querschlag mit dem v. d. Heydt-Schacht verbunden. Das Steinsalzlager (hier stand das mit vielen Anhydriteinlagerungen durchsetzte „Ältere Steinsalz“ an) erschloss man durch einen nach Osten ins Liegende und einen nach Westen ins Hangende gerichteten Querschlag. Dieser erreichte 1869 schließlich eine Länge von 550 m.

## Das Weiterverteufen der Schächte 1880/81
Aus den Jahren 1880 und 1881 wird berichtet:
„Im Grubenfeld des „v. d. Heydt-Schachtes“ wurden zur Erweiterung des Kainitabbaus – vom Bremsschacht zwischen der X. und VII. Wettersohle aus – die Sohlen VIII und IX aufgefahren, während auf der VII. Sohle bereits Kainit gewonnen wurde.“
Auf den Sohlen V und VI wurde Carnallit abgebaut.

„[…] Wegen des baldigen Verhiebs beider Sohlen wurde zur tieferen Ausrichtung der Carnallitlagerstätte das Weiterabteufen der beiden Schächte v. d. Heydt und v. Manteuffel um 52 m in Angriff genommen. Im Steinsalzlager des v. d. Heydt-Schachtes haben Vorrichtungs- wie Gewinnungsarbeiten geriht. Die Förderung betrug 40 950 t Steinsalz und 178 522 t Kalisalze (einschl. 36 300 t Kainit). Die Belegschaft des Salzwerks bestand durchschnittlich aus 353 Mann, einschliesslich 10 Mann zur Aufsicht; dieselben ernährten 1313 Angehörige.“

Die Verteufarbeiten in beiden Schachtröhren konnten ohne größere Probleme im Jahre 1881 abgeschlossen werden. Von dieser neuen 387-m-Sohle (II. Tiefbausohle, vgl. obige Schnittdarstellung) aus wurde der Hauptquerschlag mit Gegenortbetrieb von einem gleichzeitig niedergebrachten Gesenk ausgelenkt und bis ins Liegende des Carnallitlagers vorgetrieben. Die Belegschaftsstärke betrug inzwischen 868 Mann plus 10 Aufsichtspersonen. Gefördert wurden 56.821 t Steinsalz und 267.308 t Kalisalze (einschließlich 80.624 t Kainit).
Hier folgend eine Zusammenfassung der beim Niederbringen der Schächte von der Heydt / von Manteuffel erreichten Teufen, gegliedert in Jahresscheiben:
| Ende des Jahres | Schacht v. d. Heydt                                   | Schacht v. Manteuffel"                                                                                             |
| --- | ----------------------------------------------------- | --- |
| Schachtprofile | Schachtquerschnitt 3,66 × 2,51 m , entspricht 9,19 m² | Schachtquerschnitt 2,72 × 2,72 m , entspricht 7,40 m²                                                              |
| Ende 1852 | 31 Lachter = 64,86 m                                  | 16 Lachter 15 Zoll = 33,87 m                                                                                       |
| Ende 1853 | 57 Lachter = 119,27 m                                 | 19 Lachter 25 Zoll = 40,41 m                                                                                       |
| Ende 1854 | 96 ⅜ Lachter = 201,66 m                               | 36 Lachter = 75,33 m                                                                                               |
| Ende 1855 | 122 ⅜ Lachter = 256,06 m                              | 102 ⅝ Lachter = 214,73 m                                                                                           |
| Ende 1856 | 162 Lachter = 338,97 m                                | 151 ⅝ Lachter = 317,26 m                                                                                           |
| Ende 1880 | Weiterverteufen um 52 m                               | Weiterverteufen um 52 m                                                                                            |
| Bemerkungen: Beide Schachtröhren wurden in 10 Lachter Abstand (= rd. 21 m) zueinander angesetzt und durch 5 Querschläge miteinander verbunden. So in den Teufen 19½ Lr., 58⅞ Lr., 87⅞ Lr.,122½ Lr. und 160 Lr. (= Lachter). |                                                       | Erläuterungen: Zur damaligen Zeit galten in Preußen: 1 Lachter = 2,0924 m sowie 1 Zoll = 2,6155 cm heutigen Maßes. |

## Der Beginn der Salzgewinnung 1857
Mitte Februar 1857 hatte die Abteufmannschaft des künftigen Förderschachtes von Manteuffel auch die zuvor vom sogenannten Kunstschacht von der Heydt (diente vornehmlich der Fahrung, Materialtransport, Wasserhaltung etc.) die für die Gewinnung des Steinsalzes zur Anreicherung der Sole der Saline Staßfurt geplante Teufe von 160 Lachtern (1. Sohle, 334-m-Sohle) erreicht. Man begann jetzt zügig mit der Aus- und Vorrichtung der Salzlagerstätte.
Darüber ist im offiziellen Bericht der preussischen Bergverwaltung für das Jahr 1857 vermerkt:

„[…] 1. Westlich vom Manteuffelschacht hat man unmittelbar im Liegenden der mit Bittersalz [das sind die später als überaus wertvoll geschätzten, vorerst aber auf Halde geschütteten Kalisalze] stark verunreinigten Abraumssalze auf der hangenden Steinsalzbank streichend nach Norden und Süden ausgelenkt und zwar in ersterer Richtung einen 23½ Ltr. [= Lachter], in der letzteren 22¼ Ltr.; man stellte jedoch gegen Ende des Jahres diese Strecken wegen der starken Verunreinigung des hier anstehenden Steinsalzes mit bitteren Salzen wieder ein.
2. Um eine zweite Verbindung der östlichen Abbaue mit dem Manteuffelschachte behufs Erleichterung der Förderung herzustellen, hat man von der ad. 1. angeführten nördlichen streichenden Strecke aus bei 10 Ltrn. Länge derselben einen Queerschlag nach Osten, ins Liegende angesetzt und im Monat December bis zu 3¾ Ltrn. Länge fortgebracht.
3. Der bereits in 1856 begonnene Queerschlag ins Liegende östlich vom Vonderheydtschachte wurde zur weiteren Untersuchung der Lagerstätte und zum näheren Aufschluss der vormals mit dem Bohrloch bei 202 Ltrn. Teufe erbohrten reinen Steinsalzlagen bis zu 38⅞ Ltrn. Länge fortgesetzt. Derselbe wird bis zu denselben eine Länge von ca. 60 Ltrn. erreichen und steht im krystallinischen von dünnen Gypsschnürchen mehr oder weniger durchzogenen Steinsalz an.
4. In 20 Ltrn. östlicher Entfernung vom Vonderheydtschachte hat man gegen Süden und Norden 2 streichende Abbauörter von 3 Ltrn. Breite und Höhe und aus denselben 4 Queerörter so angesetzt, dass 4 Ltr. starke Steinsalzpfeiler zwischen denselben anstehen bleiben und ein schachbrettartiger Abbau eingeleitet wird.“

## Beschäftigte und Gedinge
Die preußische Bergverwaltung veröffentlichte jährlich u. a. die in ihren Bergwerken gewonnenen Mineralien, die Anzahl der dort Beschäftigten sowie deren Verdienste. Hier einige ausgewählte Arbeiten:
Die Belegschaftsstärke auf der Anlage v. d. Heydt / v. Manteuffel betrug Ende 1852 38 Arbeiter, 12 Senkhäuer und 26 Förderleute und Tagelöhner. In der Zeit der verstärkten Wasserzuflüsse (im Juni 1852) wurden allein 63 Mann zusätzlich zur Bedienung der Handpumpen eingesetzt. Die Schichtzeit betrug 8 Stunden; zur Beaufsichtigung der Arbeiten waren 2 Steiger eingesetzt. Für die Entlohnung der Bergarbeiter beim Abteufen des Schachtes v. d. Heydt ist vermerkt:

„[…] Die ersten 4 ½ Lachter wurden im Schichtlohne abgeteuft, dann aber die Arbeit verdungen. Das Gedinge für das Lachter [= 2, 0924 m] kam von anfänglich 56 Thlr. [= Taler] auf 92, zuletzt auf 95 Thlr., im Durchschnitt sind, einschliesslich Zimmerung und Pumperarbeit, für das Lachter an Löhnen 122 Thlr. und für Materialien 63 Thlr. 8 Sgr. [= Silbergroschen], zusammen 185 Thlr. 8 Sgr. ausgegeben.“

Für die Entlohnung der Bergarbeiter beim Abteufen des Schachtes v. Manteuffel ist vermerkt:

„[…] Das Lachter Abteufen kam im Durchschnitt an Löhnen auf 79 Thlr. 8 Sgr. 2 Pf. [= Pfennig] und an Materialien (hauptsächlich Zimmerhölzer) auf 76 Thlr. 10 Sgr. 5 Pf., zusammen auf 155 Thlr. 18 Sgr. 7 Pf.“

Hier folgend eine Zusammenfassung der beim Niederbringen der Schächte von der Heydt / von Manteuffel benötigten Arbeitskräfte und Mittel, gegliedert in Jahresscheiben:
| Jahres-Ende                                                                                           | Schacht v. d. Heydt                                                                                 | Schacht v. Manteuffel" | Gesamt-Arbeiter |
| --- | --------------------------------------------------------------------------------------------------- | --- | --- |
| Ende 1852                                                                                             | Löhne: 122 Thlr. (= Taler). Material: 63 Thlr. 8 Sgr. (= Silbergroschen), zusammen 185 Thlr. 8 Sgr. | Löhne: 79 Thlr. 8 Sgr. 2 Pf (= Pfennig), zusammen 155 Thlr. 18 Sgr. 7 Pf. Material: 76 Thlr. 10 Sgr. 5 Pf., alles zusammen also 155 Thlr. 18 Sgr. 7 Pf. | 76 Mann + 2 Steiger; zusätzlich bis zu 63 Wasserpumper im Monat Juni. |
| Ende 1853                                                                                             | Löhne bzw. Gedinge: 140 Thlr., zusätzliche Abteuf-Prämien. Material: 238 Thlr.                      | Löhne bzw. Gedinge: 163 Thlr. Material: 163 Thlr. | U. a. 12 Hauer; gesamtverfahrene Schichten a. 8 Stunden: 4739. |
| Ende 1854                                                                                             | Löhne bzw. Gedinge: 55–85 Thlr., zusätzliche Abteuf-Prämien. Material: keine Angaben.               | Löhne bzw. Gedinge: 40–50 Thlr. Material: keine Angaben.                                                                                                | Anfangs 52 Mann + 2 Steiger; bei der Schachtausmauerung bis zu 85 Mann. |
| Ende 1855                                                                                             | Löhne bzw. Gedinge: 165–310 Thlr., zusätzliche Abteuf-Prämien. Material: keine Angaben.             | Löhne bzw. Gedinge: 40–265 Thlr. Material: keine Angaben.                                                                                               | Anfangs 80 Mann + 2 Steiger + 2 Maschinenwärter, später insgesamt 106 Beschäftigte. |
| Ende 1856                                                                                             | Löhne bzw. Gedinge: 125–300 Thlr., zusätzliche Abteuf-Prämien. Material: keine Angaben.             | Löhne bzw. Gedinge: 120–250 Thlr. Material: keine Angaben.                                                                                              | Gesamt 144 Mann, u. a. 30 Hauer, 2 Steiger, 1 Werkmeister, 7 Maschinenwärter. |
| 1880 / 81                                                                                             | Weiterverteufen um 52 m                                                                             | Weiterverteufen um 52 m | „Die Förderung des ganzen Werkes betrug 56 821 t Steinsalz und 267 308 t Kalisalze einschliesslich 80 624 t Kainit) gegen 40 950 t Steinsalz und 178 522 t Kalisalze (einschliesslich 36 300 t Kainit) im Vorjahre. Die Belegschaft bestand durchschnittlich aus 868 Mann, einschliesslich 10 Mann zur Aufsicht.; dieselben ernährten 1497 Angehörige.“ |
| Bemerkungen: Löhne, Gedinge, Materialien etc.: alle Angaben bezogen auf 1 Lachter Abteuf-Fortschritt. | | | |

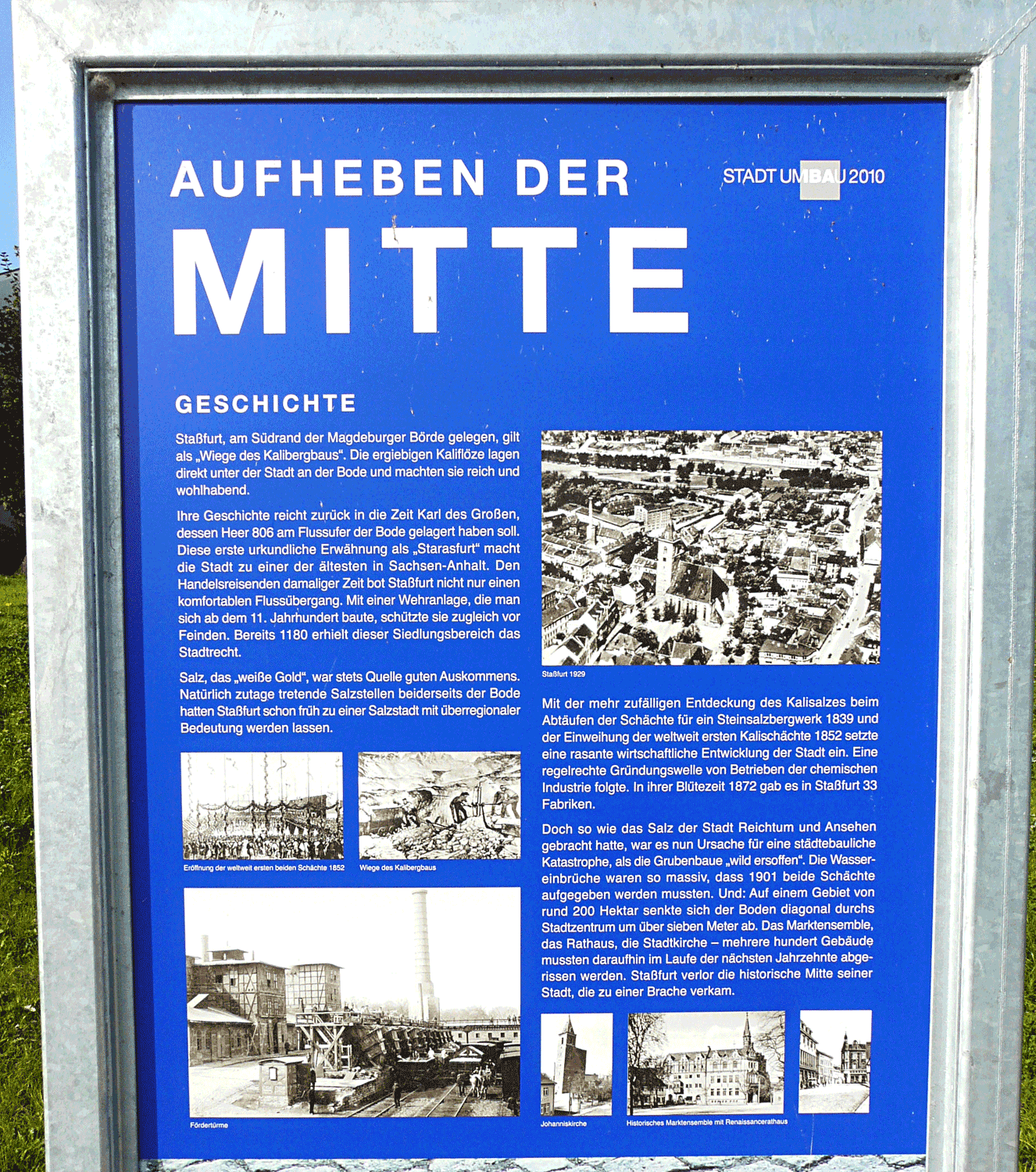
Schautafel des Gestaltungsprojektes der neuen Staßfurter Stadtmitte.
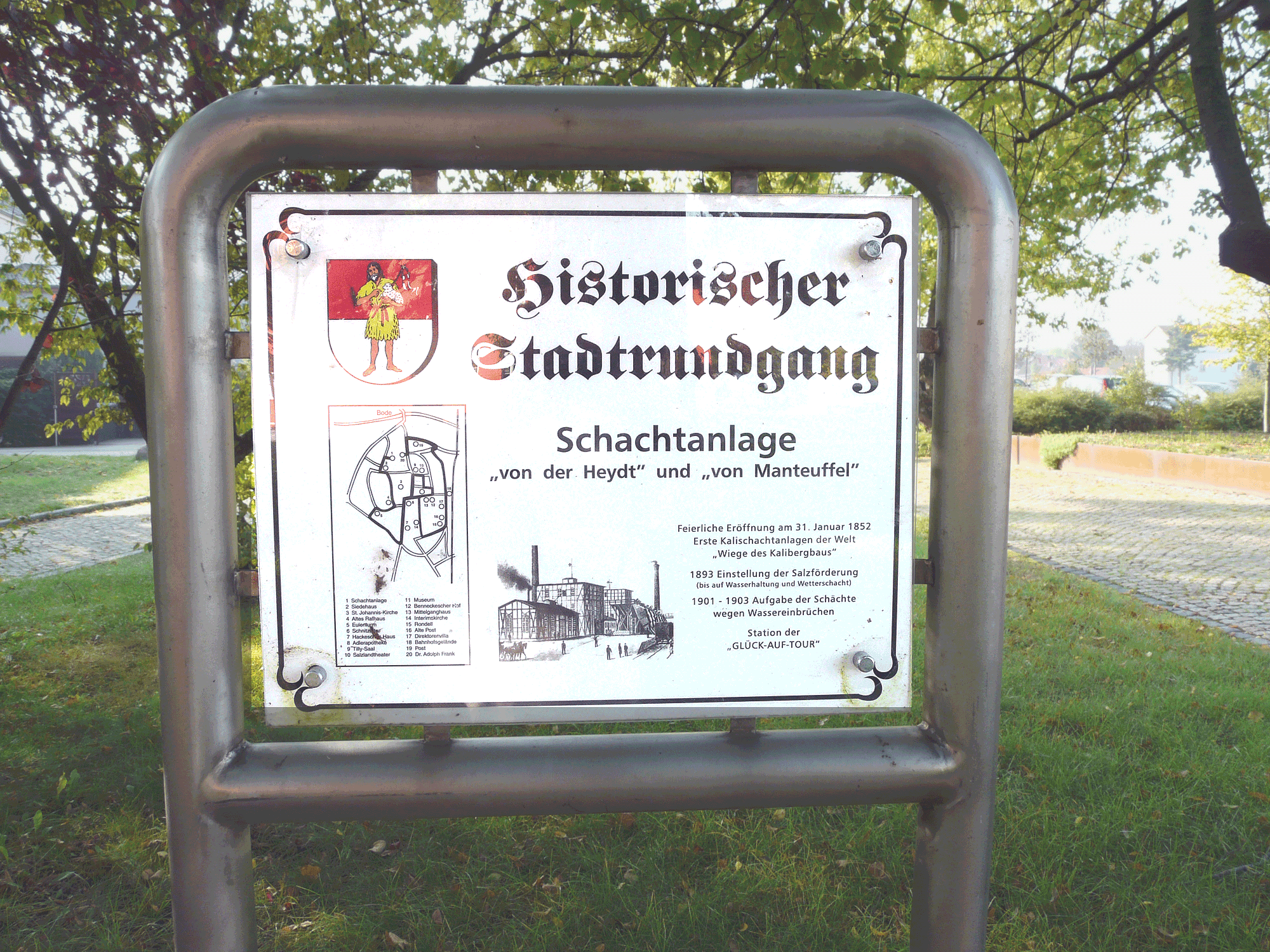
Übersichtstafel an den Alt-Kalischächten.

## Die Stilllegung beider Schächte
Im benachbarten Herzoglichen Anhaltischen Salzbergwerk Leopoldshall – der Sicherheitspfeiler zwischen diesen beiden Bergwerken betrug lediglich 28 m im Teufenbereich 260–270 m – brachen die ersten Stützpfeiler in den Jahren 1879; spätere folgten 1881. Daraus resultierten zunächst verstärkte Wasserzuflüsse in die Leopoldshaller Grubenbaue. Trotz vielerlei Maßnahmen der preußischen Bergwerksverwaltung zur Abwehr eines Übertritts dieser Wässer und Salzlösungen in ihr Grubengebäude durchbrachen diese den trennenden Anhydritkomplex. Das preußische Grubengebäude begann ebenso zu ersaufen. Letztlich wurde hier am 9. Oktober 1900 die Wasserhaltung endgültig eingestellt.
Heute sind diese Schachtröhren verfüllt und wurden 1994 mit Betonabdeckelungen versehen. Die Verwaltung der Stadt Staßfurt hat das Gelände zum „Kaligarten“ umgestaltet und hält durch vielerlei Ausschilderungen das Andenken an die ersten beiden Kalischächte der Welt gebührend wach.
| Kurze Chronologie der Schachtanlage von der Heydt / von Manteuffel. |
| --- |
| 1839: Aufnahme der Bohrarbeiten auf dem Salinehof zu Staßfurt zum Abteufen eines Bohrloches zur Solegewinnung. |
| 1851: Einstellung der Bohrarbeiten bei 581 m Teufe im Steinsalz. |
| 1851: Am 4. Dezember: Namensgebung des v. d. Heydt-Kunstschachtes auf dem Salinegelände; Beginn des Abteufens: am 15. Dezember 1851. |
| 1852: Am 31. Januar: Namensgebung des v. Manteuffel-Förderschachtes auf o. g. Bohrloch; Beginn des Abteufens: am 9. Februar 1852. |
| 1856: Bei den Teufarbeiten im v. d. Heydt-Schacht wird in ca. 256 m Teufe Carnallit (damals noch Abraumsalz) des Kaliflözes Staßfurt angefahren. Ansetzen der ersten Abbausohle bei 334 m Teufe.                                                                            |
| 1857: Aufnahme der Förderung von Staßfurt-Steinsalz aus 334 m Teufe aus beiden Schächten. |
| 1859: Abteufbeginn des Bodelschwingh-Schachtes (Calbesche Straße) zur Erweiterung des Abbaufeldes der Schachtanlage von der Heydt und von Manteuffel. Die Arbeiten mussten wegen technischer Schwierigkeiten bei einer Teufe von ca. 10–12 m abgebrochen werden.            |
| 1860: Im März des Jahres bergmännischer Aufschluss des Kaliflözes Staßfurt und erste Anfänge der Carnallitgewinnung und -förderung. |
| 1861: Aufnahme der Carnallit-Förderung auf dem Königlich Preußischen Salzbergwerk zu Staßfurt. |
| 1866: Abteufbeginn des Emmerson-Schachtes (Häuerstraße) zur Erweiterung des Abbaufeldes der Schachtanlage. Das Vorhaben musste 1867 durch starke Zuflüsse bei 16 m Teufe aufgegeben werden.                                                                                 |
| 1872: Abteufbeginn des Köppen-Schachtes (an der Löderburger Bahn) ebenfalls zur Erweiterung des Abbaufeldes. Zum ersten Mal soll eine Schachtröhre in kreisrunder Form geteuft werden. Wegen starker Wasserzuflüsse mussten bei 46 m Teufe die Arbeiten eingestellt werden. |
| 1877: In diesem Jahre kam der Achenbach-Schacht bei 338 m Teufe mit dem v. d. Heydt-Schacht herangetriebenen Querschlag zum Durchschlag. |
| 1880: Abbaubedingte Oberflächenabsenkungen über dem Grubenfeld des Königlich Preußischen Salzbergwerkes im Zentrum der Stadt Staßfurt. |
| 1880 / 1881: Weiterverteufen beider Schächte um 52 m. |
| 1893: Einstellung der Förderung im v. Manteuffel-Schacht. Der v. d. Heydt-Schacht wird als Wetter- und Wasserhaltungsschacht genutzt. |
| 1895: Abteufbeginn der Schachtanlage Brefeld bei Tarthun zur Kainitbedarfsdeckung des Königlich Preußischen Salzbergwerkes Staßfurt (v. d. Heydt / v. Manteuffel / Achenbach-Vorräte erschöpft. Neuangelegter Berlepsch-Maybach-Schacht bisher ohne Kainitfund).            |
| 1900: Im Mai kam es zu den ersten Laugenübertritten in das Grubenfeld v.d.Heydt / v. Manteuffel aus dem benachbarten Grubenfeld Leopoldshall. |